# Sztereoizoméria

Az izoméria fajtái. A sztereokémia a sztereoizomereket vizsgálja

A sztereokémiában sztereoizomériának vagy térizomériának nevezik az izomériának azt a formáját, amikor a molekuláknak ugyanaz az összegképlete és bennük az atomok kapcsolódási sorrendje (konstitúciója) is megegyezik, de az őket alkotó atomok térbeli elrendeződése különböző. Ezzel szemben a szerkezeti izoméria esetében ugyanaz az összegképlet, de a kötések vagy azok sorrendisége különbözik. Definíció szerint az egymással sztereoizomer viszonyban álló molekulák ugyanazt a szerkezeti izomert jelentik.

## Enantiomerek
Enantiomernek, más néven optikai izomernek nevezzük azt a két sztereoizomert, melyek egymásnak tükörképei, de egymással nem hozhatók fedésbe. Ilyen az emberi kéz is. Az enantiomerekben levő minden sztereogén centrum konfigurációja ellentétes. Az enantiomerpár minden fizikai tulajdonsága megegyezik, kivéve azt, hogy milyen irányban forgatják el a síkban polarizált fény polarizációs síkját, illetve hogyan hatnak kölcsön más vegyületek optikai izomerjeivel. Ennek eredményeként az egyes vegyületek enantiomerjei alapvetően más biológiai hatással rendelkezhetnek. A tiszta enantiomerek optikailag aktívak, és csak királis anyagok segítségével választhatók el egymástól. A természetben a királis biológiai vegyületeknek – például az aminosavaknak (az akirális glicin kivételével) – általában csak az egyik enantiomerje fordul elő. Az optikailag aktív vegyületeknek két formája van: 
d-(+) és l-(−).

## Diasztereomerek
A diasztereomerek olyan sztereoizomerek, melyek egymásnak nem tükörképei. Közéjük tartoznak a mezo vegyületek, a cisz-transz izomerek, az E-Z izomerek és a nem enantiomer optikai izomerek. A diasztereomerek fizikai tulajdonságai általában különbözőek. Az alábbi példában a jobbra és a balra forgató borkősav egymással enantiomer viszonyban van, míg a borkősav mezo formájával mind a kettő diasztereomer párt alkot.
|                                                               |                                       |               |
| (természetes) borkősav l-(+)-borkősav jobbra forgató borkősav | d-(-)-borkősav balra forgató borkősav | mezo-borkősav |
| (1:1) DL-borkősav „racém sav” (szőlősav)                      |                                       |               |

Az izomerek fent használt 
d- és l- jelölése nem azonos a gyakrabban látható d- és l- jelöléssel.

## Cisz-transz és E-Z izoméria
A kettős kötések környezetében is felléphet sztereoizoméria, mivel a kettős kötés körüli elfordulás gátolva van, ami a szubsztituenseket egymáshoz képest rögzített helyzetben tartja. Ha legalább a kettős kötés egyik végén azonosak a szubsztituensek, akkor nem jelentkezik sztereoizoméria és a kettős kötés nem sztereocentrum – erre példa a CH3CH=CH2 szerkezetű propén, melyben a kettős kötés egyik végén mindkét szubsztituens hidrogén.
A kettős kötések esetén a sztereokémia hagyományos jelölése a cisz (latin, ezen az oldalon), illetve transz (latin, átellenesen), ami a szubsztituenseknek egymáshoz viszonyított helyzetét írja le a kettős kötés két oldalán. A cisz-transz izoméria legegyszerűbb példái az 1,2-diszubsztituált etének, mint például az alább bemutatott diklóretén (C2H2Cl2) izomerek.
Az I-es molekula a cisz-1,2-diklóretén, a II-es pedig a transz-1,2-diklóretén. Ez a jelölésmód nem minden esetben egyértelmű, ezért a IUPAC egy precízebb rendszert fogadott el, mely szerint a kettős kötés két végén levő szubsztituenseket a rendszámuk szerint rangsorolják. Ha a rangsorban előrébb álló (nagyobb prioritású) szubsztituensek a kötés ugyanazon oldalán helyezkednek el, akkor ennek jele Z (a német „zusammen”, együtt szóból), míg ha ellentétes oldalon találhatók, annak jelölése E (a német „entgegen”, ellentétes szóból). Mivel a klór rendszáma a hidrogénénél nagyobb, ez a legmagasabb prioritású csoport. Ezzel a jelölési rendszerrel elnevezve a fenti molekulákat az I-es molekula (Z)-1,2-diklóretén, míg a II-es neve (E)-1,2-diklóretén. A Z és cisz, vagy E és transz azonban nem minden esetben felcserélhető. Tekintsük például az alábbi fluormetilpentén molekulát:
Ennek helyes elnevezése vagy transz-2-fluor-3-metilpent-2-én, mivel a molekula vázát jelentő alkilcsoportok (azaz a metil- és etilcsoportok) a kettős kötés átellenes oldalán helyezkednek el, vagy (Z)-2-fluor-3-metilpent-2-én, mivel a kettős kötés két végén a nagyobb prioritású csoportok ugyanarra az oldalra esnek. A bal oldalon a fluor, a jobb oldalon pedig az etilcsoport a legnagyobb prioritású csoport.
A cisz és transz jelölést gyűrűn levő szubsztituensek egymáshoz képesti helyzetének leírására is használják: a gyűrű azonos oldalán történő elhelyezkedés a cisz, a másik a transz izomer.

## Konformerek
A konformációs izoméria az izoméria azon formája, mely a molekuláknak azt a tulajdonságát írja le, hogy az azonos szerkezettel rendelkező molekulák alakja is különbözhet egymástól a kötések körüli elfordulások miatt. A különböző konformációs állapotok energiaszintje eltérő, és ezek egymásba általában át tudnak alakulni, izolálni csak nagyon ritkán lehet őket. A ciklohexánnak például több különböző konformációja létezik, többek között a szék és kád, de a ciklohexán esetében ezeket nem lehet egymástól elválasztani.[forrás?]
Léteznek molekulák, melyek különböző konformációit – a köztük lévő nagy energiagát miatt – izolálni lehet, ilyenek például a 2,2′,6,6′-tetraszubsztituált bifenilek.

## Atropizomerek
Az atropizomerek olyan sztereoizomerek, melyek az egyes kötés körüli gátolt rotáció esetében lépnek fel, ha a kötés körüli elfordulás sztérikus gátja elég nagy ahhoz, hogy a két konformer egymástól elválasztható legyen.

## Le Bel–van't Hoff-szabály
A Le Bel–van't Hoff-szabály szerint n aszimmetriás szénatomot tartalmazó szerkezet esetén legfeljebb 2n különböző sztereoizomer lehetséges. A 
d-glükóz például egy aldohexóz, képlete C6H12O6. A hat szénatomja közül négy sztereogén centrum, ami azt jelenti, hogy a 
d-glükóz a 24=16 lehetséges sztereoizomer egyike.

## Fordítás
Ez a szócikk részben vagy egészben  a   Stereoisomerism című angol Wikipédia-szócikk ezen változatának fordításán alapul.  Az eredeti cikk szerkesztőit annak laptörténete sorolja fel. Ez a jelzés csupán a megfogalmazás eredetét és a szerzői jogokat jelzi, nem szolgál a cikkben szereplő információk forrásmegjelöléseként.